# Třída Suffren (2019)
Třída Suffren (jinak též třída Barracuda) je třída útočných ponorek francouzského námořnictva s jaderným pohonem. Jejich vývoj byl označen jako program Barracuda, stavěný loděnicí Naval Group (dříve DCNS). Plánována je dodávka celkem šesti jednotek. Ve službě mají nahradit stejný počet ponorek třídy Rubis z 80. a počátku 90. let. Ponorky budou schopné plnit široké spektrum úkolů od ničení lodí, ponorek a pozemních cílů, průzkum či speciální operace. Do služby měly být zařazovány v letech 2017–2027. Prototypová ponorka Suffren byla objednána roku 2006, přičemž ve službě měla být od roku 2015. Program však postihla značná zdržení, takže prototyp byl zařazen roku 2022.
Z třídy Suffren DCNS odvodila projekt konvenčního typu SMX Ocean. Konvenční verze označená Shortfin Barracuda Block 1A byla v rámci programu SEA 1000 vybrána jako náhrada za australské ponorky třídy Collins. Stavba plánované třídy Attack však byla roku 2021 zrušena, neboť Austrálie upřednostnila získání ponorek s jaderným pohonem.

## Stavba
Potřeba stavby nové třídy jaderných útočných ponorek vyvstala na sklonku 90. let, přičemž samotné projekční práce byly zahájeny v roce 2002. Stavba první jednotky Suffren, s opcí na dalších pět, byla u konsorcia DCNS/Areva-TA (dodavatel jaderné technologie) objednána v roce 2006. Druhá jednotka Duguay-Trouin byla objednána v roce 2009 a třetí Tourville v roce 2011. Stavbu provázejí významná zdržení. Podle prvotních plánů měl být prototyp ve službě od roku 2015. K roku 2012 byly dodávky plánovány na roky 2017–2027, což se rovněž nepodařilo dodržet.
Kýl prototypové ponorky Suffren byl založen 19. prosince 2007 v loděnici DCNS v Cherbourgu. Ponorka byla na vodu spuštěna 12. července 2019. V dubnu 2020 zahájila zkoušky svým prvním statickým ponorem. Zkoušky přitom musely být o několik týdnů posunuty kvůli pandemii nemoci covid-19. Reaktor ponorky byl spuštěn v prosinci 2019. Dne 5. listopadu 2020 Suffren převzalo francouzské námořnictvo a do služby byla zařazena 3. června 2022 na základně v Brestu. Francie tak zaostává za svými konkurenty, kteří tuto generaci ponorek již provozují v podobě tříd Virginia a Astute, jejichž prototypy byly do služby přijaty v letech 2004 a 2010.
Jednotky třídy Suffren:
| Jméno                | Zahájení stavby   | Spuštěna          | Vstup do služby  | Status    |
| -------------------- | ----------------- | ----------------- | ---------------- | --------- |
| Suffren (S635)       | 19. prosince 2007 | 12. července 2019 | 3. června 2022   | aktivní   |
| Duguay-Trouin (S636) | 26. června 2009   | září 2022         | 4. dubna 2024    | aktivní   |
| Tourville (S637)     | 28. června 2011   | 20. července 2023 | 4. července 2025 | aktivní   |
| De Grasse (S638)     | 31. července 2023 |                   |                  | ve stavbě |
| Rubis                |                   |                   |                  | ve stavbě |
| Casabianca           |                   |                   |                  | ve stavbě |

## Konstrukce

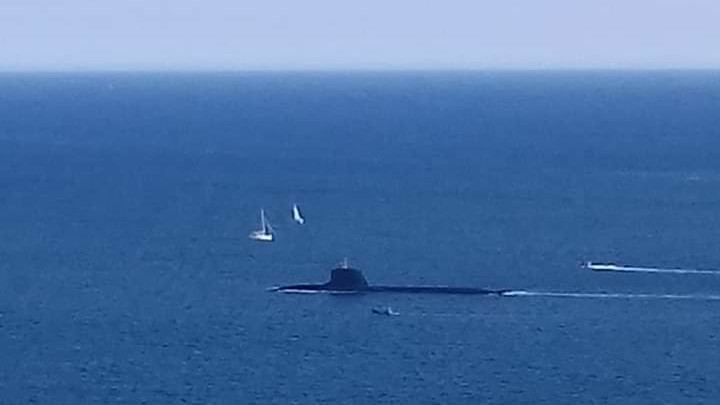
Suffren (S635)

Ponorky budou výrazně větší než předchozí třída Rubis. Budou u nich použity technologie stealth snižující jejich hlučnost, magnetickou stopu a znesnadňující jejich zachycení radarem. Výrazně lepší budou i jejich manévrovací schopnosti. Díky vysokému stupni automatizace budou dvě posádky ponorky čítat úhrnem pouhých 60 mužů (dále mohou nést 12 příslušníků speciálních jednotek). Budou vybaveny bojovým řídícím systémem SYCOBS. Sonar dodá společnost Thales Underwater Systems.
Trup bude skrývat dvě paluby pro posádku. I díky tomu se výrazně sníží provozní náklady ponorek. Nejvyšší hloubka ponoru bude dosahovat 350 metrů. Výzbroj ponorek budou tvořit čtyři 533mm torpédomety. Na palubě bude neseno až 18 dlouhých zbraní. Mohou to být například těžká torpéda F21, protilodní střely SM.39 Exocet s dosahem 50 km či protizemní střely MdCN s dosahem 1000 km (střely ponesou i nové fregaty třídy FREMM).
Jádrem pohonného systému bude jeden tlakovodní reaktor K15. Výměna paliva bude nutná každých 10 let. Ponorky nebudou mít lodní šroub, nýbrž vodní trysky. Nejvyšší rychlost pod hladinou bude 25 uzlů.